# LJ (digraaf)
De LJ, of Ǉ, is een digraaf of ligatuur van de letters l en j.